# Plasma astrofísic

La nebulosa de la Llacuna és un gran núvol, de baixa densitat de gas parcialment ionitzat.

Un plasma astrofísic és un plasma (un gas altament ionitzat) les propietats físiques del qual són estudiades com a part de l'astrofísica. Gran part de la matèria bariònica de l'univers es creu que consisteixen en el plasma, un estat de la matèria en la qual els àtoms i les molècules són tan calents, que s'han ionitzat mitjançant la ruptura en les seves parts constituents, els electrons carregats negativament i els ions amb càrrega positiva. A causa que les partícules estan carregades, estan fortament influenciades per les forces electromagnètiques, és a dir, pels camps magnètics i elèctrics.
Tots els plasmes astrofísics estan probablement influenciats pels camps magnètics.

## Evidència d'observació
El plasma astrofísic es pot estudiar en una varietat de formes, ja que emeten radiació electromagnètica a través d'una àmplia gamma de l'espectre electromagnètic. A causa que els plasmes astrofísics són generalment calents, el que vol dir sovint és que són altament ionitzats, els electrons en els plasmes estan emetent contínuament raigs X a través d'un procés anomenat radiació de frenada, quan els electrons gairebé xoquen amb nuclis atòmics. Aquesta radiació pot ser detectada amb observatoris de raigs X, realitzats en l'atmosfera superior o en l'espai, com pel satèl·lit  Observatori de raigs X Chandra. Els plasmes astrofísics també emeten ones de ràdio i raigs gamma.

## Característiques del plasma espacial
El plasma espacial, segons el que va proposar per primera vegada per Hannes Alfvén i Carl-Gunne Fälthammar, divideix a tres sistema solar principal categories:
| Classificació de Plasmes Còsmics Magnètics | | | |                                             |
| \| Característic \| Categories de densitat de plasma espacials(Nota que la densitat no refereix a densitat de partícula única) \| Categories de densitat de plasma espacials(Nota que la densitat no refereix a densitat de partícula única) \| Categories de densitat de plasma espacials(Nota que la densitat no refereix a densitat de partícula única) \| Comparació ideal \| \| Característic \| Densitat alta \| Densitat de medi \| Densitat baixa \| Comparació ideal \| \| -------------------------------------------------------- \| ---------------------------------------------------------------------------------------------------------- \| ---------------------------------------------------------------------------------------------------------- \| ---------------------------------------------------------------------------------------------------------- \| ------------------------------------------- \| \| Criteri \| λ << ρ \| λ << ρ << lc \| lc << λ \| lc << λD \| \| Exemples \| Interior de l'estrella Fotosfera solar \| Cromosfera solar / corona Espai interestel·lar / intergalàctic Ionosfera per sobre de 70 km \| Magnetosfera durant la pertorbació magnètica. Espai interplanetari. \| Càrregues individuals en un alt buit \| \| Difusió \| Isòtrop \| Anisòtrop \| Anisòtrop i petit \| Cap difusió \| \| Conductivitat \| Isòtrop \| Anisòtrop \| No definit \| No definit \| \| Camp elèctric paral·lel a B de gas completament ionitzat \| Petit \| Petit \| Gaire valor \| Gaire valor \| \| Moviment de les partícules en un pla perpendicular a B \| Trajectòria gairebé en línia recta entre col·lisions \| Cercle entre col·lisions \| Cercle \| Cercle \| \| Moviment paral·lel a B \| Camí recte entre col·lisions \| Camí recte entre col·lisions \| Oscil·lacions(P. ex. entre punts de mirall) \| Oscil·lacions(P. ex. entre punts de mirall) \| \| Distància de Debye λD \| λD << lc \| λD << lc \| λD << lc \| λD >> lc \| \| Idoneïtat magnetohidrodinàmica \| Sí \| Aproximadament \| No \| No \| | | | |                                             |
| λ=Significar camí lliure. ρ= Larmor Radi (giroradi) d'electró. λD=Debye Longitud. lc=Longitud característica | | | |                                             |
| Adapted From Cosmical Electrodynamics (2nd Ed. 1952) Alfvén and Fälthammar Adapted From Cosmical Electrodynamics (2nd Ed. 1952) Alfvén and Fälthammar (2n Ed. 1952) Alfvén i Fälthammar | | | |                                             |
| Característic | Categories de densitat de plasma espacials(Nota que la densitat no refereix a densitat de partícula única) | Categories de densitat de plasma espacials(Nota que la densitat no refereix a densitat de partícula única) | Categories de densitat de plasma espacials(Nota que la densitat no refereix a densitat de partícula única) | Comparació ideal                            |
| Característic | Densitat alta                                                                                              | Densitat de medi                                                                                           | Densitat baixa                                                                                             | Comparació ideal                            |
| Criteri | λ << ρ | λ << ρ << lc                                                                                               | lc << λ | lc << λD                                    |
| Exemples | Interior de l'estrella Fotosfera solar                                                                     | Cromosfera solar / corona Espai interestel·lar / intergalàctic Ionosfera per sobre de 70 km                | Magnetosfera durant la pertorbació magnètica. Espai interplanetari.                                        | Càrregues individuals en un alt buit        |
| Difusió | Isòtrop | Anisòtrop                                                                                                  | Anisòtrop i petit                                                                                          | Cap difusió                                 |
| Conductivitat | Isòtrop | Anisòtrop                                                                                                  | No definit                                                                                                 | No definit                                  |
| Camp elèctric paral·lel a B de gas completament ionitzat | Petit | Petit | Gaire valor                                                                                                | Gaire valor                                 |
| Moviment de les partícules en un pla perpendicular a B | Trajectòria gairebé en línia recta entre col·lisions                                                       | Cercle entre col·lisions                                                                                   | Cercle | Cercle                                      |
| Moviment paral·lel a B | Camí recte entre col·lisions                                                                               | Camí recte entre col·lisions                                                                               | Oscil·lacions(P. ex. entre punts de mirall)                                                                | Oscil·lacions(P. ex. entre punts de mirall) |
| Distància de Debye λD | λD << lc                                                                                                   | λD << lc                                                                                                   | λD << lc                                                                                                   | λD >> lc                                    |
| Idoneïtat magnetohidrodinàmica | Sí | Aproximadament                                                                                             | No | No                                          |

## Recerca i investigació
Tots dos físics del plasma i els astrofísics són interessats en els nuclis galàctics actius, ja que són els plasmes astrofísics més directament relacionats amb els plasmes estudiats al laboratori , i els estudiats en experiments d'energia de fusió.{Cal citació} Presenten una gran varietat de comportaments complexos magnetohidrodinàmiques, com ara la turbulència i la inestabilitat. Tot i que aquests fenòmens poden arribar a passar en escales tan grans com el nucli galàctic, la majoria dels físics teoritzen que la majoria dels fenòmens en les escales més grans no impliquen efectes de plasma.

## En cosmologia física
En la cosmologia de big-bang l'univers sencer era un plasma abans de la recombinació. Posteriorment, la major part de l'univers reionitzat després de la formació dels primers quàsars i la radiació reionitzada de la major part de l'univers, segueix sent en gran part en forma de plasma emès. Se suposa per molts científics que molt poca matèria bariònica és neutral. En particular, el medi intergalàctic, el medi interestel·lar, el medi interplanetari i els vents solars principalment són tots els plasmes difusos, i les estrelles estan fetes de plasma dens. L'estudi dels plasmes astrofísics és part del corrent principal de l'astrofísica acadèmic i es té en compte en el model cosmològic estàndard; no obstant això, els models actuals indiquen que els processos de plasma poden tenir un paper de menor importància a l'hora de formar les estructures molt grans, com els buits, els cúmuls de galàxies i els supercúmuls.

## Història
L'explorador noruec i físic Kristian Birkeland pot haver estat el primer a predir que l'espai està ple de plasma. Va escriure el 1913: "Sembla que és una conseqüència natural dels nostres punts de vista assumir que tot l'espai està ple d'electrons i volen ions elèctrics de tota classe. Hem assumit que cada sistema estel·lar a través de la seva evolució tira de corpuscles elèctrics en l'espacial." A partir d'això, se suposa que la major part de la massa en l'univers hauria d'haver trobat a l'espai "buit".
El 1937, el físic de plasma Hannes Alfvén va argumentar que si de plasma impregnava l'univers, llavors es podria generar un camp magnètic galàctic. Durant la dècada de 1940 i 50, Alfvén va desenvolupar la magnetohidrodinàmica (MHD), que permet als plasmes ser modelats en forma d'ones en un fluid, de manera que Alfvén va guanyar el Premi Nobel de 1970 per la física.
Alfvén va proposar més tard això com la possible base de la cosmologia del plasma, encara que aquesta teoria és ara rebutjada obertament com els galàctics expectants i mai s'han observat intensitats de camps magnètics intergalàctics.